# ニュースウォッチナイン
もしかして
- ニュースウオッチ9

ではありませんか？